# 小行星11378
小行星11378（11378 Dauria）是一颗绕太阳运转的小行星，为主小行星带小行星。该小行星于1998年9月17日发现。

## 轨道参数
小行星11378的轨道半长轴为2.3945749 UA，离心率为0.134。